# HIPERMAN
HIPERMAN је акроним за High Performance Radio Metropolitan Area Network и то је стандард који је креирао Европски телекомуникациони институт за стандарде (ETSI) у групи за Мреже широкопојасног радио приступа (BRAN) да би обезбедио мрежу бежичне комуникације у подручју 2 - 11 GHz широм Европе и других земаља које користе стандард ETSI. HIPERMAN је европска алтернатива за WiMAX (или IEEE 802.16 стандард) и корејску технологију WiBro.